# El
El ali Il (pisano alef-lamed, hebrejsko אל‎, klasično sirsko ܐܠ‎, arabsko إل‎ ali إله, sorodno z akadskim ilu) je severozahodnosemitska beseda, ki pomeni boga ali božanstvo, in osebno ime enega od več glavnih starodavnih srednjevzhodnih bogov. Beseda izhaja iz arhaičnega prasemitskega  zloga ʔL, ki pomeni boga.
El ali Il je bil tudi najvišje božanstvo kanaanske veroizpovedi in v predsargonskem obdobju vrhovno božanstvo mezopotamskih Semitov.
V Stari zavezi se El (אל) pojavlja zelo pogosto in pomeni boga Izraelcev ali druge poganske bogove. Prvič je omenjen že okoli 2300 pr. n. št. kot najvišje božanstvo civilizacije Ebla.